# Paniahue

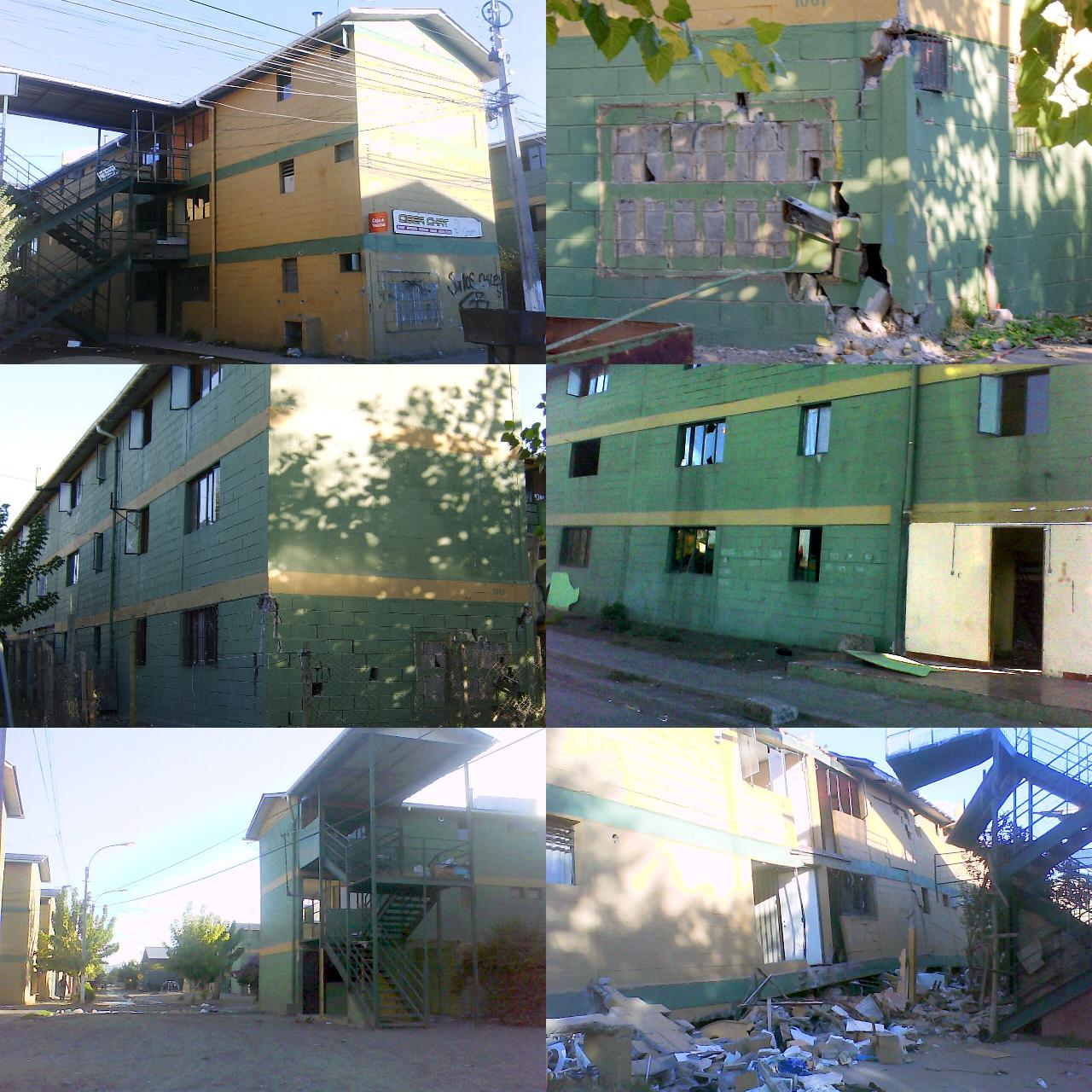
Daño en los departamentos de Paniahue, tras el terremoto de 2010.

Paniahue es un pueblo chileno localizado al norte de Santa Cruz, Colchagua, O'Higgins.
En 1899,  tenía 1,055 habitantes, su oficina de correo propia y una escuela pública gratuita. Actualmente tiene 2,526 habitantes.

## Historia

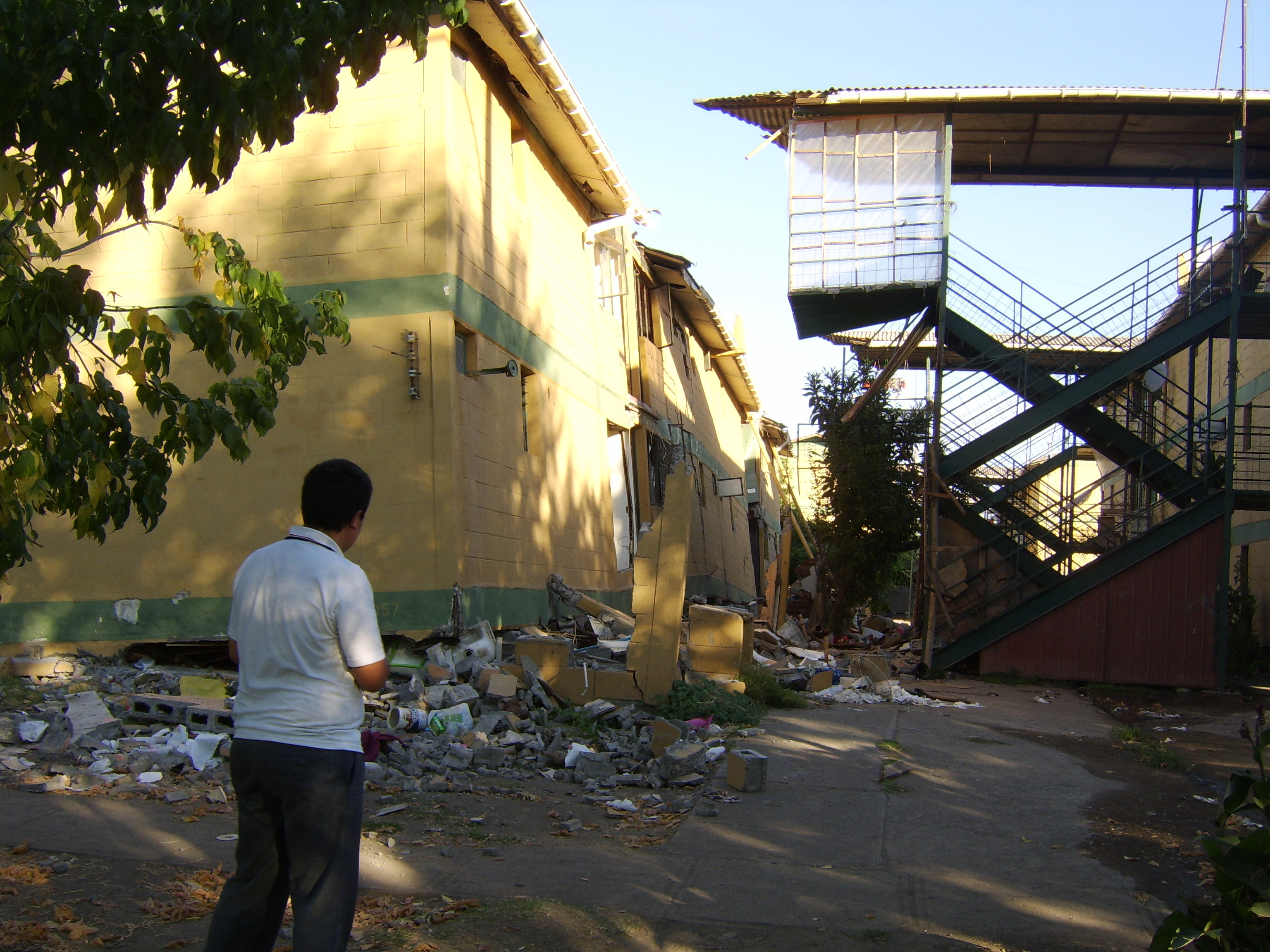
Departamentos destruidos en Paniahue

El pueblo fue muy afectado por los terremotos de 2010, y los departamentos de Paniahue se volvieron un ícono del hecho.

## Deporte

### Fútbol
Deportes Paniahue participó en las ediciones 2010 y 2011 de la Copa Chile, ambas en condición de reciente campeón regional amateur.